# Колычево (Рязанская область)
Колычево — село в Клепиковском районе Рязанской области России. Входит в состав Болоньского сельского поселения. До упразднения уездно-губернского деления волостной центр Колычёвской волости Егорьевского уезда  Рязанской губернии.

## География
Село Колычево расположено примерно в 19 км к западу от центра города Спас-Клепики. Ближайшие населённые пункты — деревня Аристово к северу, деревня Новоселки к востоку, деревня Козельское к югу и деревня Большое Курапово к западу.

## История
Село Никольское, Колычево тож, впервые упоминается в списке с Владимирских писцовых книг князя Василия Крапоткина в 1637 г. как поместье помещиков Колычевых. В селе имелась церковь Пречистой Богородицы Одигитрии с приделом Николая Чудотворца.
В конце XIX века на месте старой деревянной церкви была построена новая каменная церковь Тихвинской иконы Божией Матери с приделом Николая Чудотворца. В 30-х годах XX века церковь была закрыта. В 2015 году находилась в полуразрушенном состоянии.
В 1905 году село являлось административным центром Колычёвской волости Егорьевского уезда Рязанской губернии и имело 37 дворов при численности населения 285 чел.
С образованием в 1919 году Клепиковского района село вошло в его состав.
До 2017 года входило в состав ныне упраздняемого Тюковского сельского поселения.

## Население
| 1905 | 2010 |
| ---- | ---- |
| 285  | ↘27  |

## Известные уроженцы
Яснов, Иван Макарович (1924—1946) — танкист, Герой Советского союза.

## Инфраструктура
Личное подсобное хозяйство с зоной сельскохозяйственного использования, индивидуальная застройка усадебного типа.
Основа экономики — сельское хозяйство.

## Транспорт и связь
Село Колычево обслуживает отделение почтовой связи Спас-Клепики (индекс 391030).